# التعويض المناسب في القانون
العلاج المناسب أو التعويض المناسب في القانون هو جزء من وسيلة حل قانونية (بأمر من المحكمة أو يتم التفاوض عليها بين المتقاضين) والتي تعتبرها المحكمة مُرضية، دون اللجوء إلى سبيل حل عادل. يوضح هذا الاعتبار للمحكمة ما إذا كان ينبغي منح المال أو إصدار أمر من المحكمة يشير العلاج المناسب في القانون إلى التعويض الكافي عن الخسارة أو الأضرار التي تسبب فيها المدعى عليه بحكم نقدي مناسب. يجب على المحكمة أن تمنح التعويض المناسب الذي من شأنه أن يؤدي إلى «جلسة استماع ذات مغزى». يعتمد طلب التعويضات القانونية أو التعويض العادل إلى حد كبير على ما إذا كان يمكن تقييم التعويض أم لا. يوفر كلا العنصرين، التعويض وجدوى الاستماع، طريقة مناسبة للحصول على تعويض مناسب. إن كلمة «جدوى» الاستماع في الإجراءات القانونية هي الافتراض بأن المدعى عليه الذي تم تعويضه يجب أن يكون ذا مغزى للطرف المتضرر حيث قدم المدعى عليه تعويضًا مغطى بالكامل عن جميع الخسائر. ومن ثم، فإن جلسة الاستماع التي لا يمكن فيها إعطاء أي مبلغ مناسب للتعويض أو التسوية ليست «ذات مغزى»، وسيؤدي عدم توفر التعويض إلى تعويض غير مناسب. العلاج المناسب في القانون هو سبل الانتصاف القانونية بمعنى أنه تعويض مرضٍ عن طريق التعويضات المالية دون منح تعويضات منصفة.
كإجراء قانوني، يجب على المحامي في كثير من الأحيان أن يقدم للمحكمة ما إذا كان هناك تعويض مناسب. سيكون هذا مبدأ أساسيًا للإنصاف. عندما لا يكون الحكم النقدي وسيلة انتصاف كافية أو مناسبة، يمكن أن تأمر الإنصاف «بأداء محدد»، وهو أمر صادر عن المحكمة يطلب من أحد الطرفين أداء الالتزامات التي تعهد بأدائها بموجب العقد. يوجد «الأداء المحدد» عندما يكون هناك تبادل بموجب عقد لا يمكن العثور عليه بسهولة في أي مكان آخر أو على الإطلاق، مثل التحف وقطع الأرض. غالبًا ما يتم تقسيم الأضرار أو تحديدها في محاكمة منفصلة أو كجزء من جزء من تحديد مختلف عما إذا كان قد حدث ضرر أو عقد معين.

## التاريخ
ظهرت عبارة «سبل الانتصاف الملائمة» لأول مرة في قانون القضاء لعام 1789. وقد تم توضيح أن «الانتصاف المناسب» يُحرم من أن التعويض عن حقوق الملكية يجب أن يمتلكه القانون. على الرغم من وجود تناقض في القواعد الفيدرالية للإجراءات المدنية لعام 1938، فإن الإنصاف في القانون يجب أن يشمل «العلاج المناسب» في القاعدة 57، الأحكام التصريحية. في هذه الأحكام، يشير إلى أنه على الرغم من وجود ضرر مالي للقضية، يجوز للمحكمة أيضًا إصدار إعلان للحكم. في بدايات التاريخ القانوني للولايات المتحدة، ارتبطت «سبل الانتصاف الملائمة» بالتمييز بين محاكم القانون والإنصاف. تشير «سبل الانتصاف الملائمة» إلى وسيلة الانتصاف القانونية وسبل الانتصاف العادلة التي تنطبق على سبل الانتصاف الإدارية أو محاكم الولاية. لم تتمكن المحكمة من منح أي تعويضات عادلة مثل الأداء المحدد حيث يوجد تعويض قانوني واضح مثل الأضرار المالية. استمرت «العلاجات الملائمة» في الظهور في القضية الفيدرالية بين عامي 1938 و1946.

## الغرض من العلاج القانوني
يُعرَّف العلاج بأنه سبيل الانتصاف القانوني حيث يتم إجراء الانتصاف القضائي أو الانتصاف القانوني في المحكمة. إنها الطريقة الصحيحة التي يقرها المجتمع خطأ. لذلك، من الأهمية بمكان حماية حق الفرد والحالات المصنفة لضمان الحصول على تعويض مناسب. هناك فئتان رئيسيتان من سبل الانتصاف وهما التعويض القانوني وعلاج الإنصاف العادل. مثال على تصنيف التعويضات القانونية هو الضرر، ومن أكثر أنواع الأضرار التي تم العثور عليها التعويضات التعويضية حيث يتم تعويض الطرف المتضرر أو الطرف غير المخالف عن قيمة الخسارة. ومع ذلك، من الضروري تقدير أو تعويض المبلغ المناسب للطرف المتضرر بما يعادل خسارة معاناته. والفئة الثانية هي سبيل انتصاف منصف حيثما وجد للأداء المحدد والأمر القضائي ورد الحقوق.

### حل قانوني
تشير سبل الانتصاف القانونية في القانون إلى تعويض قضائي أو تعويض قضائي أو تعويضات.[بحاجة لمصدر] التعويضات هي التعويضات التي يدفعها المخالف للطرف غير المخالف. بشكل أساسي، يتم تقديم العلاج القانوني في القانون المدني للولاية القضائية التي تدعم الحقوق، وإعطاء عقوبة وأمر المحكمة. يكون الانتصاف القانوني فعالًا عندما يكون الطرف المتضرر أكثر فائدة اقتصاديًا إذا كان هناك ضرر مالي أو نتيجة تعويض لأداء بالرغم من أن الهدف من هذه العلاجات ليس معاقبة المدعى عليه أو الطرف المخالف. «الانتصاف المناسب» هو سبل انتصاف قانونية تكفي المدعى عليه لدفع خسارة الضحية.
الانتصاف العادل
هذا التعويض العادل هو وجود عندما تطلب المحاكم من المدعى عليه أو الطرف المتضرر القيام بشيء ما، مثل خرق العقد أو "الإنصاف القضائي. يمكن أن يكون التعويض العادل حضورًا إذا كان المدعى عليه لا يريد أي تعويضات مالية للقضية أنهم يعانون؛ بدلاً من ذلك، يريدون الأسهم التي توفر الإغاثة. ونتيجة لذلك، يجب على الطرف المخالف اتباع أوامر المحكمة مثل، التوقف عن فعل شيء تم تحذيره أو استبداله مثل الممتلكات الفعلية.

### أداء محدد
النوع الأول من التعويض العادل هو الأداء المحدد، فهو يشير إلى العلاج الذي يطالب به الدائن للمدين. يمكن للدائن أن يطالب بأداء محدد وأن يقاضي المدين عندما يخالف المدين القرار الإيجابي. مثل الدائن يقاضي تسليم الأرض الشخصية الفريدة والممتلكات أو السيارة واللوحات الفريدة. توجد بعض القيود على هذا النوع من التعويض العادل حيث يكون علاجًا محدودًا لا يوجد إلا إذا كان انتهاك العقد يجب أن يكون عناصر فريدة.

### أمر
ثانيًا، أمر قضائي، هذا إجراء قانوني لأمر المحكمة بإيقاف ومنع شخص ما من القيام بأنشطة غير قانونية مثل خرق العقد. ومن الأمثلة على الأوامرالقضائية التبذير والتعدي على الأرض والإضرار بالملكية الصناعية وإساءة استخدام سرية المعلومات.

### الرد
هذا هو العلاج الذي يعيد الأطراف إلى المكان الذي كان قبل إنشاء الصفقة. هذا النوع من الانتصاف العادل هو تناقض مع الأضرار المالية أو التعويض. يُعرّف الرد بأنه عودة استعادة شرط أو عقد. على سبيل المثال، إعادة الممتلكات إلى الطرف غير المخالف، والتي أخذها المدعى عليه. يجب على الفرد الذي يخالف اتفاقًا ألا يتحمل الانضباط، ولا ينبغي للطرف غير المخالف أن يثري بشكل غير قانوني.

## نوع الضرر
تشير الأضرار إلى المكافأة المالية أو التعويض لتعويض الأضرار التي تسبب فيها المدعى عليه. هناك ستة تصنيفات للأضرار وهي التعويضات، والتبعية، والعقابية، والعرضية، والاسمية، والتعويضات المقطوعة. الهدف من تحقيق سبل الانتصاف هو جعل المدعي أو الطرف المتضرر لا يعاني، ويسمح القانون بعدة تعويضات أو تعويضات لتغطية الخسائر التي تكبدها الطرف المتضرر.

### التعويضات
يتم تعويض الأضرار التعويضية مباشرة للطرف المتضرر عندما يثبت المدعى عليه رفضه بالإجراء الإيجابي. هذا النوع من الضرر بسيط في حسابه حيث سيكلف بقدر خسارة الطرف المصاب وفي المقابل يعيد الخدمة الدقيقة. حساب التعويض أو مال الخسارة للغير المخالف سهل. التعويض عن الأضرار هو مبلغ ثابت من التعويض. يمكن حسابها من خسارة الطرف المتضرر من خلال تقديم دليل على مقدار الأموال المفقودة.

### الأضرار التبعية
الأضرار التبعية هي الضرر الخاص الذي يتسبب فيه المدعى عليه في خسارة الأموال بشكل غير مباشر. ومع ذلك يصعب فحص هذا الأمر وتعقب المخالفة للجهة المخالفة. السبب الأكثر شيوعًا لهذا الضرر هو خرق العقد الذي يؤدي إلى خسارة الربح. وبالتالي فإن الأضرار التبعية هي النتيجة النهائية لخرق العقد الذي يؤدي إلى بعض الخسائر والأضرار غير المباشرة للمدعي.

### تعويضات تأديبية
تختلف التعويضات العقابية عن الأضرار التعويضية حيث لا يرغب الطرف غير المخالف في الحصول على تعويض بسبب المدعى عليه. يميل الطرف المتضرر إلى معاقبة المدعى عليه بطريقة مختلفة بتهمة مماثلة. لا يمكن أن توجد هذه الأضرار إلا في حالة عدم وجود عقد. حدثت التعويضات العقابية عادة في الدعوى المدنية التي لا توجد فيها عقوبة جنائية. يمكن لهيئة المحلفين أو القاضي اتخاذ قرار بشأن هذه الأضرار التي ستؤثر بشكل أكبر على شخص أكثر ثراءً قد يدفع أكثر لمواجهة أضرار عقابية لأن هذه الأضرار غير مرتبطة بالقانون.

### الأضرار العرضية
تحدث الأضرار العرضية عند تغطية تكلفة شخص ما من العقد المخالف. مثل كسر عقد التوظيف، يجب على الشركة تغطية تعويض الموظف كتكلفة للعثور على وظيفة أخرى. هذه الأضرار هي إضافة إلى الأضرار التعويضية بالإضافة إلى ذلك، لا يحدث هذا عن طريق النية ولكن بالصدفة حيث يكون عرضيًا ولا يمكن التنبؤ بنتائجه. الأضرار العرضية هي نتيجة مباشرة يعاني منها طرف واحد يخالف العقد.
الأضرار الاسمية
في التعويضات الاسمية، لا يمكن للطرف غير المخالف تقديم دليل الخسارة ولكنه يعاني من الضرر. عدم وجود دليل على معاناة عدم الخرق من الخسارة. أحد الأمثلة الشائعة لهذه الأضرار هو مطالبة الإصابة الشخصية، يجب على الطرف غير المخالف أو المدعي تقديم إثبات ذلك ودليل الإصابة الجسدية التي لحقت به.

### الأضرار الناجمة
يصعب أحيانًا تقييم الأضرار؛ ومن ثم يحدد الطرف غير المخالف المبلغ الذي يجب دفعه مقابل الخرق. ومثال هذا الضرر هو عندما يكون لدى المدعي عقد لشراء منزل المدعى عليه بموجب اتفاقهم، ويجب على المدعى عليه أن يسدد مبلغ الوديعة كتعويضات مقطوعة نظرًا لوجود خرق للعقد من قبل المدعى عليه. بعد ذلك، رفع المدعي دعوى على المدعى عليه، لكن المدعى عليه يجادل أيضًا بأن هناك حادثًا تسبب في وفاة زوجها.

## مثال على العلاج المناسب

### قضية 1
إن حالة العلاج المناسب تذهب إلى شيء من هذا القبيل. جيمس لديه منزل يقدره بـ 30 ألف دولار. جون، الذي ينجذب إلى شراء المنزل، يعطي القيمة 60 ألف دولار ويعرض على جيمس 50 ألف دولار. بعد المساومة عدة مرات، لا يزال السعر ثابتًا عند هذا السعر. يوقع جيمس وجون عقدًا ينص على أن جون يمكنه تولي ملكية المنزل في غضون 30 يومًا. ومن ثم فإن سعر بيع المنزل هو 50000 دولار ويترك جيمس 20000 دولار من الفائض وجون 10000 دولار من الفائض. بعد أسبوع من توقيع العقد، جاء جاك إلى جيمس وعرض عليه شراء المنزل بسعر أعلى عند 80 ألف دولار. ثم انتهك جيمس عقده مع جون. ثم يرفع جون دعوى قضائية ويقاضي جيمس لانتهاكه الاتفاقية، وطلب من جيمس تعويض خسارته. يتوقع جون التعويضات المالية حيث يريد جون الحصول على تعويض مناسب في المحكمة. إذا كان العلاج المناسب من قبل القاضي تحت ضرر مالي، ينتهي الأمر بجاك بالحصول على ملكية المنزل، ويضطر جيمس إلى تقدير ودفع خسائر جون التي تبلغ 10000 دولار أمريكي مقابل خسائره الفائضة والتعويض الأساسي.

### قضية 2
لن يكون للمبنى المجاور على قطعة أرض تابعة لمالك الأرض سوى قيمة ضئيلة أو معدومة يمكن دفعها لأن الأرض فريدة من نوعها، ويمكن التحقق من القيمة غير الملائمة؛ على النقيض من ذلك، على سبيل المثال، مع استعارة الجار لسيارة مالك الأرض وكونه مخطئًا بنسبة 100% في وقوع حادث. في الحالة الأخيرة، يمكن تقييم السيارة بالإضافة إلى الأضرار الأخرى الناتجة بشكل معقول. لذلك، كقاعدة عامة، حيث يمكن بسهولة تقييم القيمة السوقية العادلة، مع بعض الاستثناءات المنحوتة، يكون العلاج القانوني هو التعويضات (أو المال). في حين أن «عدم كفاية» الانتصاف في القانون يدفع المحامي عادة إلى السعي للحصول على تعويض عادل من المحكمة.